# تشوبداركندي
تشوبداركندي (بالفارسية: چوبدارکندی) هي مستوطنة تقع في قسم تشاراويماق المركزي في إيران. يقدر عدد سكانها بـ 47 نسمة .